# Prison Fight
Prison Fight – это неоднозначная программа реабилитации заключенных с помощью единоборств, организованная в сотрудничестве с Департаментом исправительных учреждений Таиланда, являющимся агентством Министерства юстиции Таиланда. Программа дает тайским заключенным, бывшим боевикам, возможность сражаться с иностранными бойцами в обмен на сокращение срока наказания и даже свободу в случае победы.
Если заключенный выиграет достаточно боев с иностранцами и покажет  примерное поведение, Министерство исправительных учреждений может смягчить наказание или даже помиловать его. Prison Fight проводит мероприятия в различных тюрьмах строгого режима Таиланда. Осужденные могут участвовать в поединках по тайскому боксу и боксу в обмен на досрочное освобождение.
Программа была освещена в таких известных средствах массовой информации, как: Esquire, TIME, Huffington Post, Нью-Йо́рк по́ст, Al Jazeera, The Telegraph, VICE, и Die Zeit.